# نوردوز
نوردوز هي قرية في مقاطعة جلفا، إيران. عدد سكان هذه القرية هو 14 في سنة 2006.